# Francesco Bonafede
Francesco Bonafede (Padova, 1474 – Padova, 15 febbraio 1558) è stato un botanico e medico italiano.

## Biografia
Inizialmente docente di Medicina presso l'Università degli Studi di Padova, nel 1533 venne nominato alla Lectura simplicium (disciplina antesignana dell'attuale Botanica), una materia presente, prima d'allora solo a Roma (con Leonardo da Foligno, nel 1514).

Bonafede condusse studi pionieristici creando per la prima volta (nonostante numerose difficoltà) un orto botanico a Padova. Per primo insegnò la Farmacognosia come scienza naturale invece di limitarsi al commento dei testi classici. Tra le sue opere i Commentari dei libri delle piante di Aristotile